# Túnel de Ülemiste
El Túnel de Ülemiste (en estonio: Ülemiste tunnel) es un túnel para una carretera en la ciudad de Tallin, la capital de Estonia. Conecta la carretera Peterburi con la carretera Järvevana. Fue inaugurado el 9 de octubre de 2013. El Túnel es de 320 m de largo, con la parte superior a 355 m, con dos secciones divididas por un denso muro de hormigón. Es el único túnel de carretera en Estonia en su tipo.